# Cerura hapala
Cerura hapala är en fjärilsart som beskrevs av Reginald James West 1932.
Cerura hapala ingår i släktet Cerura och familjen tandspinnare. Inga underarter finns listade i Catalogue of Life.